# Edelhirsche
Die Edelhirsche (Cervus) sind eine Gattung der Hirsche (Cervidae), die in Eurasien und Nordamerika vorkommt. Zur Gattung gehören unter anderen der in Europa vorkommende Rothirsch (Cervus elaphus), der aus Ostasien nach Europa eingeführte Sikahirsch (Cervus nippon) und der in Nordamerika und Ostasien lebende Wapiti (Cervus canadensis).

## Merkmale
Zu den Edelhirschen gehören vor allem große und mittelgroße Hirscharten. Ihre Kopf-Rumpf-Länge liegt zwischen 120 und 240 Zentimeter, bei einer Widerristhöhe von 65 bis 165 Zentimeter und einem Gewicht von 20 bis 530 kg. Dabei gehören die kleinsten Maße zu Inselformen des Sikahirsches, die größten zu der im südlichen Kanada und den nordwestlichen USA lebenden Population des Wapitis. Letztere sind nach dem Elch die größten Hirsche der Welt. Bei allen Edelhirschen sind die Männchen erheblich größer und schwerer als die Weibchen und nur sie tragen ein Geweih, das wie bei allen Hirschen jährlich nach der Brunft abgeworfen wird. Das Geweih ist groß und komplex. Es entwickelt bis zu sieben Sprossen beim Rothirsch, Wapiti und Weißlippenhirsch, maximal sechs Sprossen beim China-Rothirsch und vier Sprossen beim Sikahirsch. Die Schneidezähne und die Voraugendrüsen sind relativ klein. Oft ist eine Mähne vorhanden, die sich vom Nacken bis zum Widerrist erstreckt. Wie bei allen Gattungen der Tribus Cervini ist die Zehenstellung der Edelhirsche plesiometacarpal, das heißt, dass nur die proximalen (am Fuß anliegenden) Teile der verkleinerten 2. und 5. Zehen vorhanden sind.

## Lebensraum und Lebensweise
Edelhirsche leben sowohl in Steppen, Prärien und auf alpinen Wiesen als auch in Laub- oder Nadelwäldern, in feuchten oder trockenen Wäldern oder in Buschland. Wapitis und der China-Rothirsch kommen auch in Gebirgen vor und der Weißlippenhirsch ist ein Hochgebirgsspezialist. Als nicht spezialisierte Pflanzenfresser ernähren sich Edelhirsche von Gräsern, Kräutern, Blättern, Zweigen, Früchten und Samen. Sie sind soziale Tiere, die in mehr oder weniger großen Gruppen oder in kleinen Herden leben. Adulte Männchen sind oft Einzelgänger. Die Trächtigkeitsdauer liegt zwischen 222 und 260 Tagen.

## Systematik
In der Familie der Hirsche (Cervidae) gehört Cervus in die Unterfamilie Cervinae und die Tribus der Echten Hirsche (Cervini). Die Gattungsbezeichnung Cervus (lateinisch: Hirsch) für die Edelhirsche wurde schon im Jahr 1758 durch den schwedischen Naturforscher und Begründer der modernen zoologischen Taxonomie Carl von Linné mit der Benennung des Rothirsches (Cervus elaphus), des Elchs (Cervus alces), des Rehs (Cervus capreolus) und des Damhirsches (Cervus dama) eingeführt. 1777 wurde der Wapiti (Cervus canadensis) als erste außereuropäische Art der Gattung beschrieben. In den folgenden Jahrzehnten wurden zahlreiche weitere, in Folge der europäischen Expansion entdeckte, Hirscharten der Gattung zugeordnet. Dies änderte sich erst mit der Einführung weiterer Hirschgattungen.
Im wissenschaftlich-zoologischen Nachschlagewerk Mammal Species of the World (3. Auflage von 2005) werden schließlich nur noch zwei Arten anerkannt, der Rothirsch und der Sikahirsch, beide mit zahlreichen Unterarten. Der Wapiti galt als Unterart des Rothirsches und Elch, Reh und Damhirsch gehören zu anderen Gattungen. Die Eigenständigkeit des Wapitis ist jedoch schon 2004 durch eine Untersuchung der mitochondrialen DNA nachgewiesen worden. Auch die Einbettung des südchinesischen Weißlippenhirsches, der als Przewalskium albirostris zu einer monotypischen Gattung gehörte, in die Gattung Cervus und die Existenz einer fünften Entwicklungslinie in Zentralasien konnte mit molekularbiologischen Methoden nachgewiesen werden.

## Arten
Es ist noch umstritten, in wie viele Arten die Gattung der Edelhirsche unterteilt werden soll. Im Huftierband des Handbook of the Mammals of the World und im Nachfolgeband All the Mammals of the World werden fünf Arten angegeben:

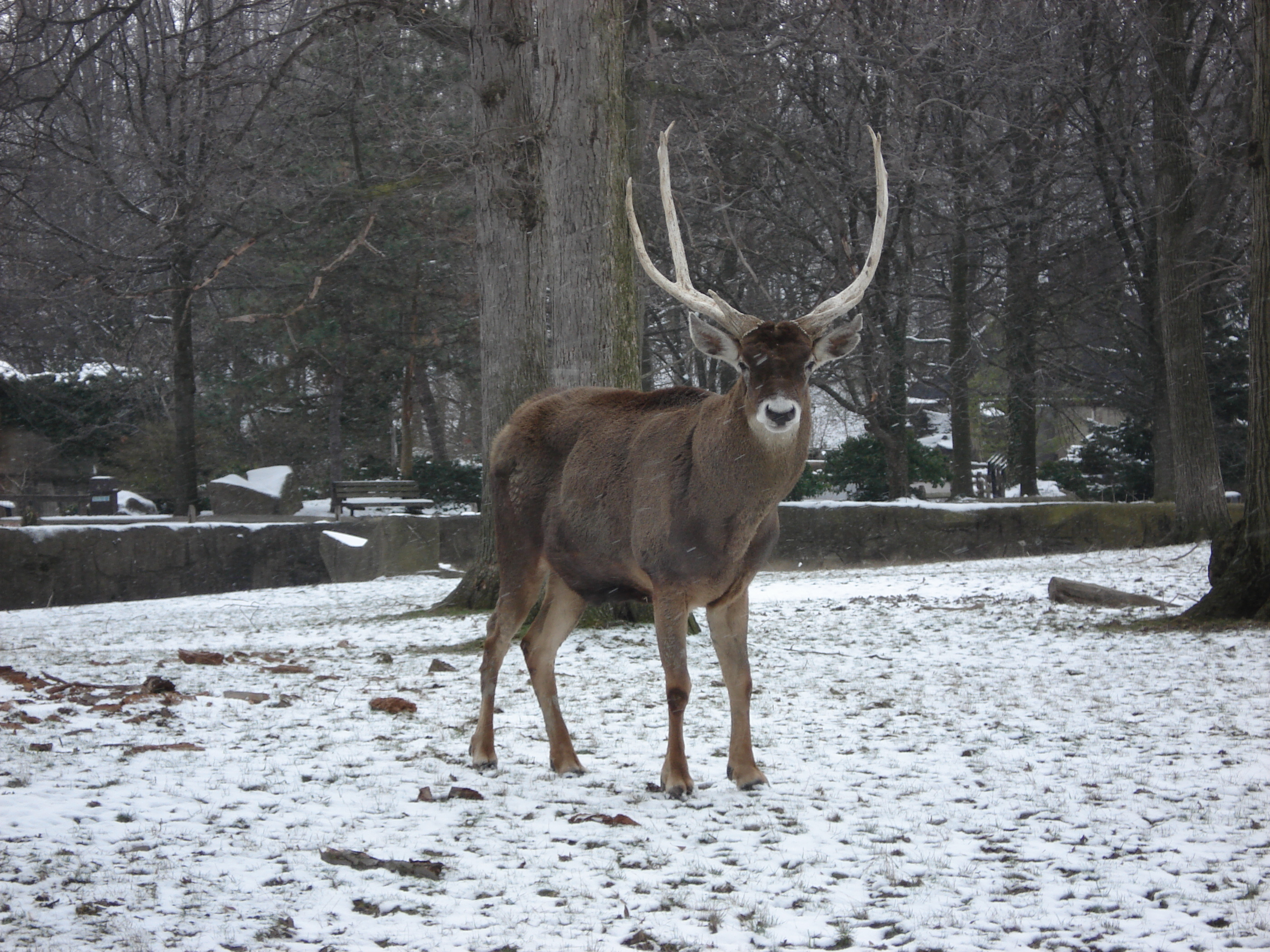
Weißlippenhirsch

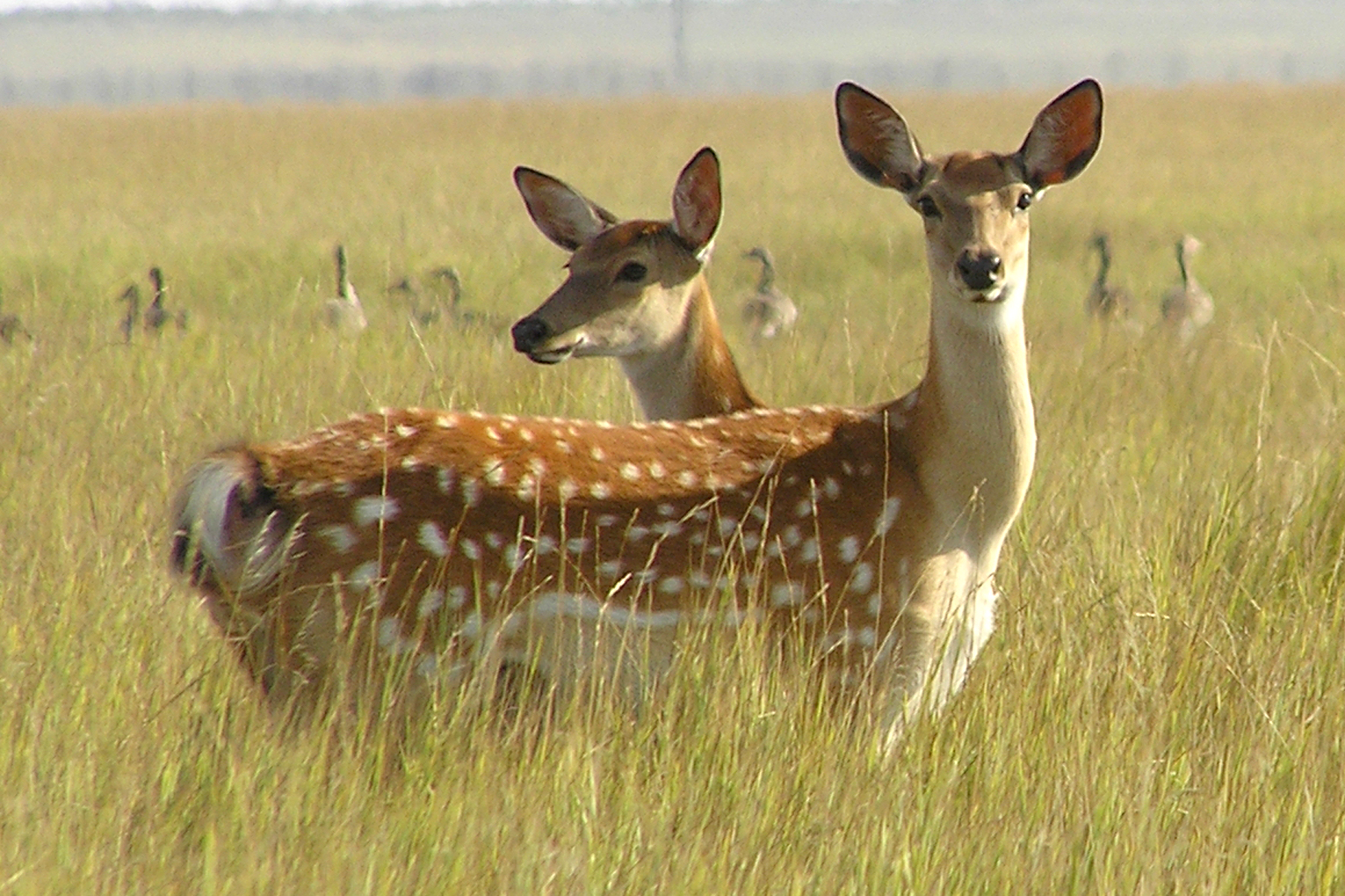
Dybowski-Hirsche, Weibchen

- Weißlippenhirsch (Cervus albirostris Przewalski, 1883), monotypisch
- Wapiti (Cervus canadensis Erxleben, 1777), vier Unterarten
- Rothirsch (Cervus elaphus Linnaeus, 1758), sechs Unterarten
- Sikahirsch (Cervus nippon Temminck, 1838), zehn Unterarten
- China-Rothirsch (Cervus hanglu Wagner, 1844), drei Unterarten

In einer im Jahr 2011 veröffentlichte Revision aller Huftiere durch die Mammalogen Colin Groves und Peter Grubb wurde die Gattung Cervus in drei Artengruppen mit insgesamt 18 Arten eingeteilt. Der hohe Zuwachs, der der Gattung ein Vielfaches an Mitgliedern beschied, erfolgte durch Aufsplittung der bestehenden Arten und die Erhebung von Unterarten zu Arten und nicht durch Neuentdeckungen. Dieses Vorgehen wurde als „taxonomische Inflation“ stark kritisiert und hat sich bis heute nicht durchgesetzt. Eine vierte Artengruppe mit sieben Arten kam durch die Synonymisierung der süd- und südostasiatische Hirschgattung Rusa mit Cervus hinzu. Zahlreiche Autoren sehen Rusa jedoch als eine eigenständige Gattung an.
- Weißlippenhirsch (Cervus albirostris Przewalski, 1883)
- Cervus elaphus-Gruppe (westliche Rothirsche)
  - Berberhirsch, Korsischer Rothirsch oder Tyrrhenischer Rothirsch (Cervus corsicanus Erxleben, 1777)
  - Rothirsch oder Westeuropäischer Rothirsch (Cervus elaphus Linnaeus, 1758)
  - China-Rothirsch (Cervus hanglu Wagner, 1844)
  - Kaukasushirsch oder Kaukasusmaral (Cervus maral Gray, 1850)
  - Osteuropäischer Rothirsch (Cervus pannoniensis Banwell, 1997)
- Cervus canadensis-Gruppe (östliche Rothirsche und Wapitis)
  - Alashan-Wapiti (Cervus alashanicus Bobrinskii & Flerov, 1935)
  - Wapiti (Cervus canadensis Erxleben, 1777)
  - Szetschuan-Hirsch (Cervus macneilli Lydekker, 1909)
  - Tibetischer Rothirsch oder Schou (Cervus wallichii Cuvier, 1823)
  - Isubrahirsch (Cervus xanthopygus Milne-Edwards, 1867)
- Cervus nippon-Gruppe (Sikahirsche)
  - Nordhonshu-Sikahirsch (Cervus aplodontus (Heude, 1884))
  - Dybowski-Hirsch (Cervus hortulorum Swinhoe, 1864)
  - Sikahirsch oder Japanischer Sikahirsch (Cervus nippon Temminck, 1838)
  - Vietnamesischer Sikahirsch (Cervus pseudaxis Gervais, 1841)
  - Tsushima-Hirsch (Cervus pulchellus Imaizumi, 1970)
  - Sichuan-Sikahirsch (Cervus sichuanicus Guo, Chen & Wang, 1978)
  - Taiwan-Sikahirsch (Cervus taiouanus Blyth, 1860)
- Cervus unicolor-Gruppe (Sambarhirsche)
  - Prinz-Alfred-Hirsch (Cervus alfredi Sclater, 1870; auch Rusa alfredi)
  - Mindoro-Sambar (Cervus barandanus (Heude, 1888); auch Rusa barandanus)
  - Sumatra-Sambar (Cervus equinus G. Cuvier, 1823; auch Rusa equinus)
  - Philippinenhirsch (Cervus mariannus Desmarest, 1822; auch Rusa mariannus)
  - Mindanao-Sambar (Cervus nigellus (Hollister, 1913); auch Rusa nigellus)
  - Mähnenhirsch (Cervus timorensis de Blainville, 1822; auch Rusa timorensis)
  - Sambar (Cervus unicolor Kerr, 1792; auch Rusa unicolor)

Wie schon oben erwähnt, wurde die starke Aufsplitterung der Edelhirscharten heftig kritisiert. Allerdings zeigen zeitkalibrierte Arbeiten zur Systematik der Edelhirsche, dass sich die Unterarten von Rothirsch, Sikahirsch und Wapiti teilweise schon vor vielen Hunderttausend oder vor über einer Million Jahren voneinander getrennt haben. Vergleichbar dazu fand die Trennung von Süd-Giraffe (Giraffa giraffa) und Massai-Giraffe (G. tippelskirchi), beide gelten heute als eigenständige Arten, vor etwa 650.000 Jahren statt und die Aufspaltung der Takine in zwei Arten geschah vor rund 231.000 Jahren. Meirav Meiri und Mitarbeiter fanden in ihrer 2018 veröffentlichten Analyse des Rothirsch-Artenkomplexes (Cervus ohne Sikahirsch und Weißlippenhirsch) fünf evolutionäre Linien, die man taxonomisch zusammenfassen könnte. Eine kommt in Europa vor, die zweite auf dem Balkan, in Anatolien und im Kaukasus, die dritte in Zentralasien, die vierte in Tibet, Nordchina, im russischen Fernen Osten und in Korea und die fünfte in Nordamerika und in Asien in den Gebirgen Altai und Tian Shan, in der nördlichen Mongolei und im mittleren Südsibirien.

## Gefährdung
Von den fünf bei der IUCN aufgeführten Arten gelten Rothirsch, Wapiti, Sikahirsch und China-Rothirsch als ungefährdet, während der in einem relativ kleinen Verbreitungsgebiet im östlichen Tibet und angrenzenden Regionen vorkommende Weißlippenhirsch als gefährdet gilt.